# Шевелёв, Павел Фёдорович
Па́вел Фёдорович Шевелёв (14 января 1917 — 19 мая 2000) — советский военный лётчик и военачальник, участник Великой Отечественной войны, генерал-полковник авиации. Герой Советского Союза (4 февраля 1944).

## Биография
Родился в крестьянской семье. Украинец. Окончив 7 классов школы, продолжил обучение в строительном техникуме. В ряды Советской Армии вступил в 1936 году, окончив в 1939 году Чугуевское военное авиационное училище лётчиков.
Начав с июня 1941 года воевать на фронтах Великой Отечественной войны, являлся командиром эскадрильи 67-го гвардейского истребительного авиационного полка (1-я гвардейская истребительная авиационная дивизия, 16-я воздушная армия, Центральный фронт). К концу августа 1943 года на его счету, имевшего уже звание гвардии капитана, было 189 боевых вылетов. Лично сбил в воздушных боях 13 самолётов. 
Указом Президиума Верховного Совета СССР «О присвоении звания Героя Советского Союза офицерскому составу военно-воздушных сил Красной Армии» от 4 февраля 1944 года за «образцовое выполнение боевых заданий командования на фронте борьбы с немецкими захватчиками и проявленные при этом отвагу и геройство» удостоен звания Героя Советского Союза с вручением ордена Ленина и медали «Золотая Звезда» (№ 2829).
К 9 мая 1945 года выполнил 236 боевых вылетов, провёл 55 воздушных боёв и сбил лично 15 самолётов противника.
После войны продолжил обучение, окончив в 1949 году Военную академию имени М. В. Фрунзе. С июля 1952 по июль 1953 года будучи подполковником участвовал в Корейской войне в должности командира 415-го истребительного авиационного полка (133-я истребительная авиационная дивизия ПВО, 64-й истребительный авиационный корпус). На реактивном истребителе МиГ-15 лично сбил 3 самолёта ВВС США. 
Позднее занимал командные должности в Войсках ПВО страны. В 1970 году окончил Высшие академические курсы при Военной академии Генштаба. С 1967 по 1977 годы командовал 12-й отдельной армией ПВО. В 1978 году вышел в отставку в звании генерал-полковника. 
Жил в Ташкенте, в начале 1990-х годов переехав в Брянск, где скончался 19 мая 2000 года. Похоронен на Советском кладбище Брянска. 
Память
На доме, в котором проживал Павел Шевелёв, в 2011 году была установлена памятная доска.

## Награды
Награды СССР и Российской Федерации
- Герой Советского Союза (4 февраля 1944 года, медаль № 2829);
- два ордена Ленина;
- шесть орденов Красного Знамени;
- орден Александра Невского;
- орден Отечественной войны 1 степени;
- орден Трудового Красного Знамени;
- два ордена Красной Звезды;
- медаль «За боевые заслуги»;
- медаль «В ознаменование 100-летия со дня рождения Владимира Ильича Ленина»;
- медаль «За оборону Ленинграда»;
- медаль «За оборону Сталинграда»;
- медаль «За победу над Германией в Великой Отечественной войне 1941-1945 гг.»;
- медаль «Двадцать лет победы в Великой Отечественной войне 1941—1945 гг.»;
- медаль «Тридцать лет Победы в Великой Отечественной войне 1941—1945 гг.»;
- медаль «Сорок лет Победы в Великой Отечественной войне 1941—1945 гг.»;
- медаль «50 лет Победы в Великой Отечественной войне 1941—1945 гг.»;
- медаль Жукова;
- медаль «За взятие Берлина»;
- медаль «За освобождение Варшавы»;
- медаль «За освоение целинных земель»;
- медаль «30 лет Советской Армии и Флота»;
- медаль «40 лет Вооружённых Сил СССР»;
- медаль «50 лет Вооружённых Сил СССР»;
- медаль «60 лет Вооружённых Сил СССР»;
- медаль «70 лет Вооружённых Сил СССР»;
- медаль «В память 250-летия Ленинграда».

Иностранные награды
- медаль «За укрепление дружбы по оружию» (ЧССР);
- медаль «Китайско-советская дружба» (КНР);
- медаль «50 лет Монгольской Народной Армии» (МНР);
- медаль «50 лет Монгольской Народной Революции» (МНР).

## Комментарии
1. ↑  Ныне село Софино, Хорольский район, Полтавская область, Украина.